# Leslie Urteaga
Leslie Carol Urteaga Peña es una abogada peruana. Es actualmente ministra de Desarrollo e Inclusión Social del Perú desde el 31 de enero de 2025 durante el gobierno de Dina Boluarte. Anteriormente, fue también ministra de Cultura del Perú desde el 21 de diciembre de 2022 hasta el 3 de septiembre de 2024.

## Biografía
En 2005, se graduó en la Universidad Nacional Mayor de San Marcos, donde obtuvo el título de abogada. Realizó una especialidad en Ambiental y Recursos Naturales por la Pontificia Universidad Católica del Perú.
Cuenta con una maestría en Gestión Pública, por la Universidad del Pacífico.

### Trayectoria
Trabajó como consultora del Ministerio de Vivienda, Construcción y Saneamiento en temas de prestación de servicios de saneamiento en el ámbito rural, además de apoyo legal en Sedapal. También trabajó como abogada en Aqualegal.
Fue titular de la Dirección General de Defensa del Patrimonio Cultural. Ejerció en dos oportunidades, como asesora del Viceministerio de Patrimonio Cultural e Industrias Culturales del Ministerio de Cultura.
En mayo de 2020, fue nombrada Viceministra de Patrimonio Cultura e Industrias Culturales del Ministerio de Cultura. Mantuvo este cargo hasta septiembre de 2021.

### Ministra de Estado

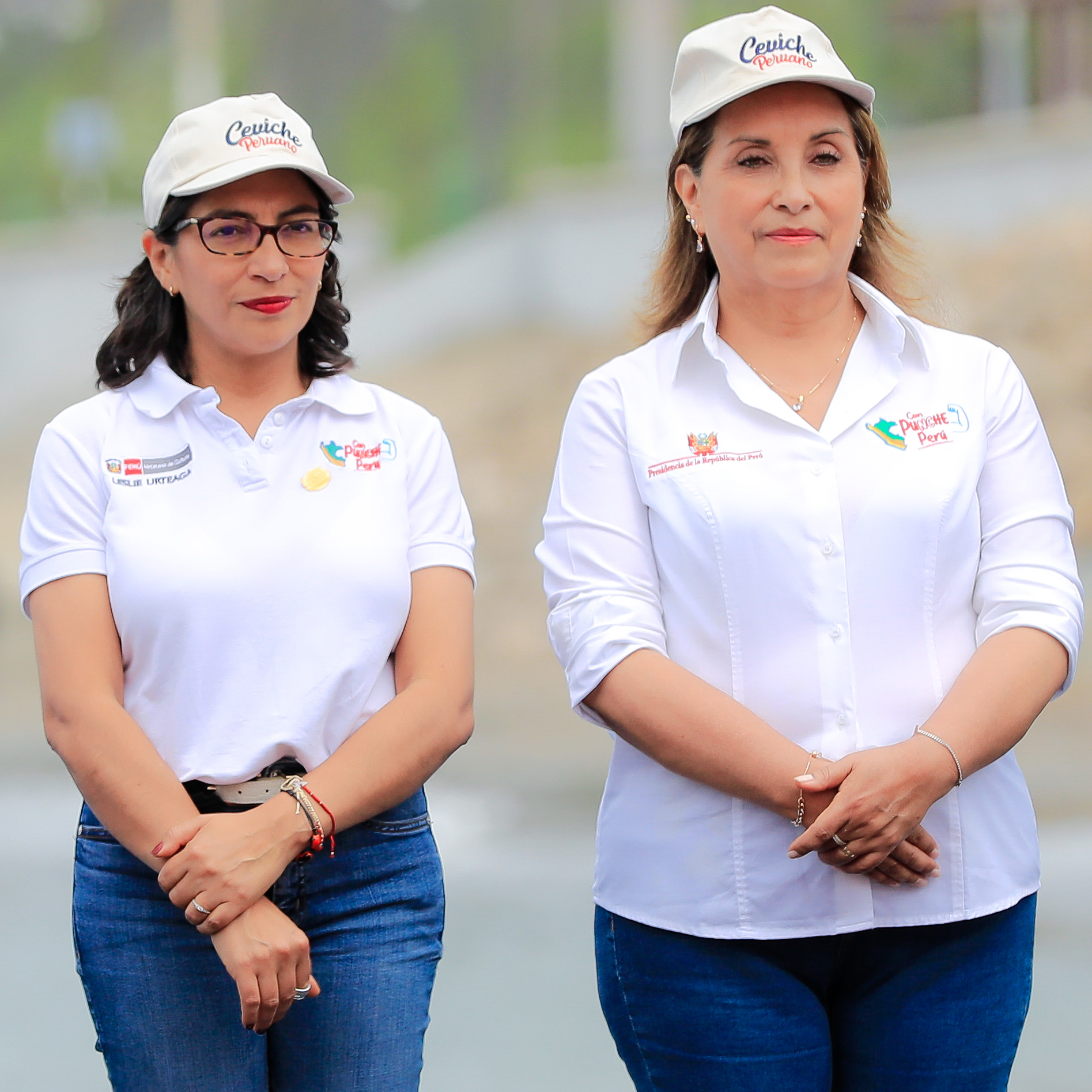
Urteaga junto a la presidenta Dina Boluarte (2023).

#### Cultura
El 21 de diciembre de 2022, fue nombrada y posesionada por el presidenta Dina Boluarte, como ministra de Cultura del Perú.
La congresista Kelly Portalatino se mostró en contra de su designación y aseguró que Urteaga tendría denuncias por actos irregulares, aunque no especificó cuáles eran estos.
Mantuvo este cargo hasta el 3 de septiembre de 2024, cuando la presidenta Boluarte hizo una recomposición de su gabinete; siendo reemplazada por Fabricio Valencia.

#### Desarrollo e Inclusión Social
El 31 de enero de 2025, Urteaga volvió a formar parte del gabinete de Boluarte, esta vez como ministra de Desarrollo e Inclusión Social, tras la salida de Julio Demartini a dicha cartera.

## Controversias
Urteaga fue muy cuestionada cuando salieron a la luz los cuantiosos contratos de Richard Cisneros, cercano al gobierno de Martín Vizcarra. En aquel contexto, Urteaga negó conocer a Richard ‘Swing’; sin embargo, un video develador mostró a ambos bailando durante una actividad del Mincul en el 2019, según Lima Gris.
También fue criticada por permitir los cambios de la ley de cine, que habrían modificado la inversión del cine local. En 2024, los asistentes al Festival de Cine de Lima la abuchearon durante varios minutos mientras ella daba un discurso.

### Recibimiento de La Resistencia como ministra de Cultura en 2023
En julio de 2023, el Ministerio de Cultura invitó a Juan Muñico Gonzales (Jota Maelo), líder del grupo La Resistencia, para abordar el tema del racismo. La Resistencia fue uno de los grupos partícipes en la crisis electoral a mostrar apoyo a la campaña presidencial de Fujimori en la segunda vuelta de las elecciones de 2021 y estuvo en la mira por sus intenciones vandalistas a pesar de la impasibilidad de las autoridades, por lo que el Ministerio lo recibió «para dar a conocer sus inquietudes con relación a casos de discriminación».
Aquella reunión conllevó la indignación de activistas de derechos humanos, de la política Indira Huilca y de Francisco Sagasti; además, de la renuncia de directora sectorial de la Dirección General de Ciudadanía Intercultural por estar en contra de sostener reuniones con esta agrupación. No obstante, Jota Maelo justificó su presencia «sobre la discriminación y racismo, del cual nosotros somos víctimas».
Mientras tanto, el vocero de Fuerza Popular, Hernando Guerra García, señaló que «si nosotros decimos que no hay que escuchar las posiciones por más extremas que sean […] estamos negándonos al diálogo»; además que el congresista José Cueto, de Renovación Popular, minimizó el grado violento del colectivo frente a contrapartes alejadas de Lima. De hecho, el exjefe del Fondo Editorial del Congreso de la República del Perú, Carlos Cabanillas León, señaló para Perú 21 que «la narrativa (de la que el autor considera "izquierda") ha querido convertir a cuatro gatos revoltosos en una célula fascista» y justificó una supuesta estrategia para generar polarización entre «La Resistencia con la Toma de Lima […] [e] inclinarse del lado de los luchadores sociales que asaltan aeropuertos e incendian comisarías y sedes del Poder Judicial».
A pesar de que la ministra de Cultura, Leslie Urteaga, confirmó el encuentro y pidió disculpas «a quienes se hayan sentido agredidos por una actitud que no debió darse y que no representa la posición del Gobierno en este tema»; horas después de la reunión, el primer ministro anunció la remoción de Juan Reátegui del viceministro de Interculturalidad, quien se encargó de reunierse con Muñico Conzales. Urteaga, quien se negó recibir a la exintegrante de la Comisión de la Verdad y Reconciliación Sofía Macher por los ataques hacia el monumento El ojo que llora en febrero de 2023; finalmente reconoció su responsabilidad en invitar al colectivo de derecha ultraconservadora, pero negó renunciar su puesto de ministra.